# Gierałcice (Głuchołazy)

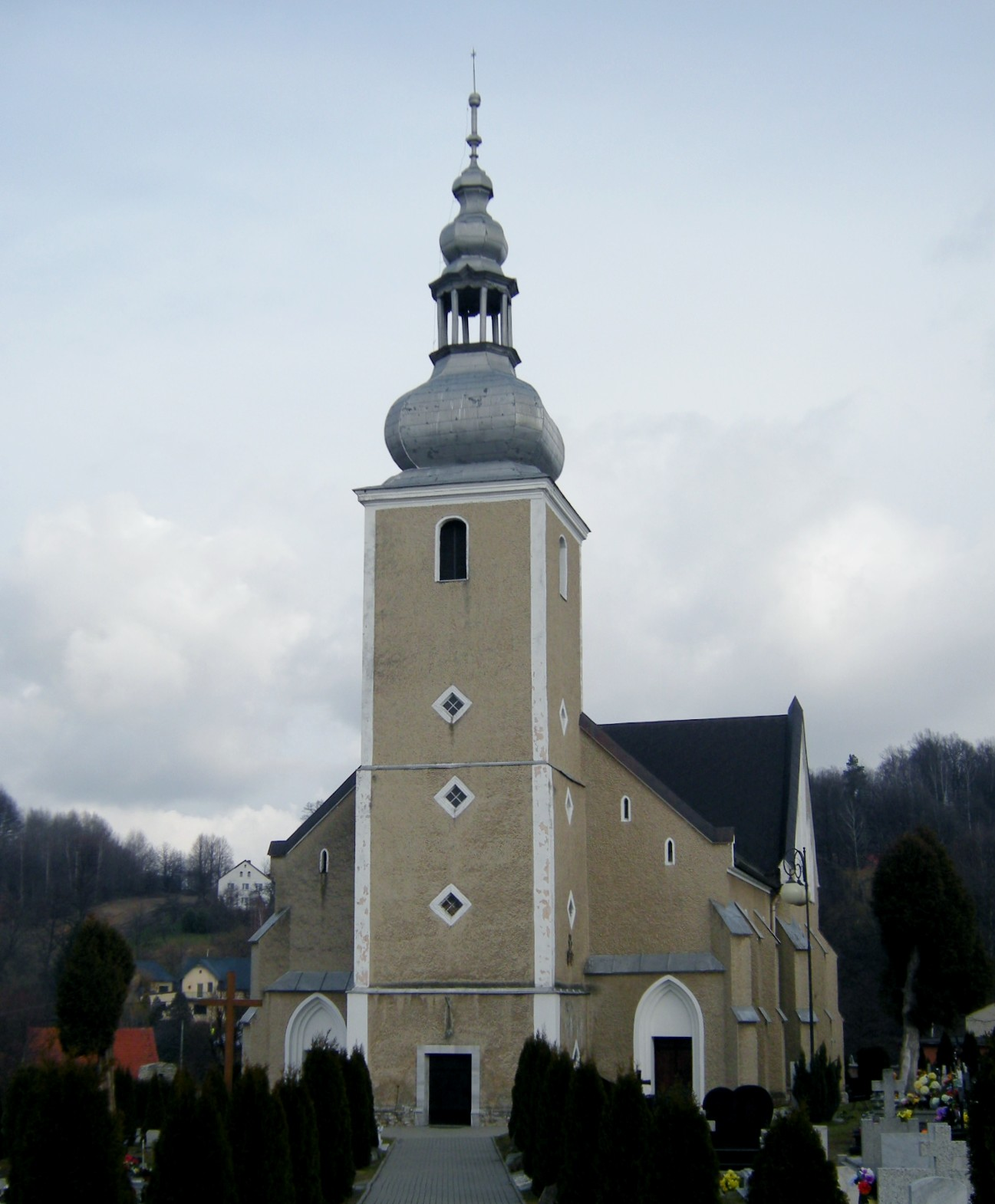
Kirche St. Michael

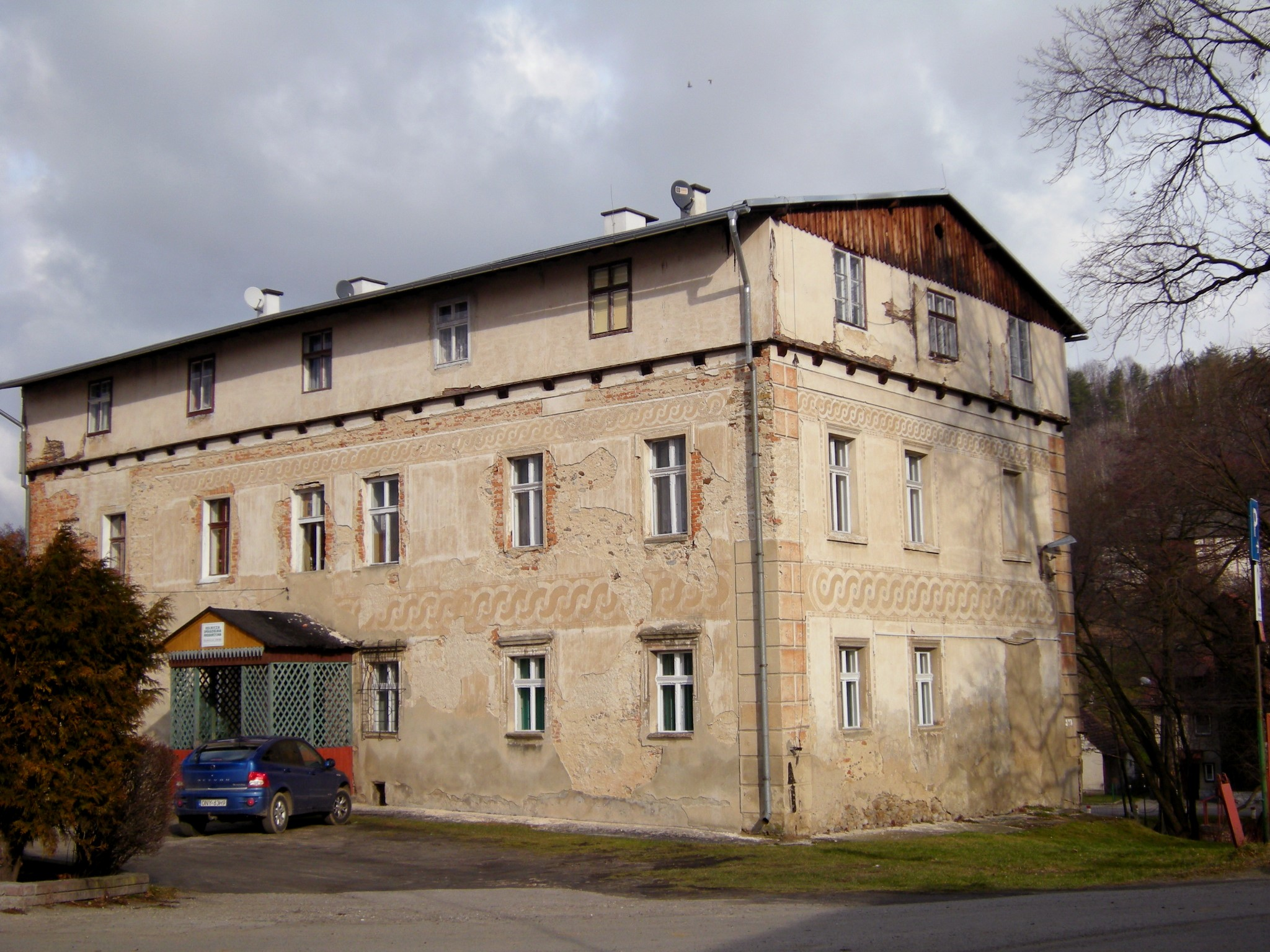
Schloss Giersdorf

Gierałcice (deutsch Giersdorf, 1945–1947 Gierałtowice) ist ein Ort in der Stadt- und Landgemeinde Głuchołazy (Ziegenhals) im Powiat Nyski der Woiwodschaft Opole in Polen.

## Geographie
Das Straßendorf Gierałcice liegt im Südwesten von Oberschlesien an der Grenze zu Tschechien, sieben Kilometer nordöstlich von Głuchołazy (Ziegenhals), 18 Kilometer südlich von Nysa (Neisse) und 72 Kilometer südwestlich von Opole (Oppeln) in der Nizina Śląska (Schlesische Tiefebene).
Nachbarorte von Gierałcice sind im Nordwesten Burgrabice (Borkendorf), im Norden Biskupów (Bischofswalde), im Osten Bodzanów (Langendorf), im Südosten Głuchołazy (Ziegenhals), im Süden Mikulovice u Jeseníku (Niklasdorf) sowie im Südwesten Velké Kunětice (Groß Kunzendorf) und Sławniowice (Groß Kunzendorf).

## Geschichte
Im Bistum Breslauer Zehntregister Liber fundationis episcopatus Vratislaviensis aus den Jahren 1295–1305 wird das spätere Giersdorf als „Gerhardi villa“ bezeichnet. Es gehörte zum Fürstentum Neisse und war 1579 im Besitz des Balzen Storm, dem vermutlich 1592 der bischöfliche Sekretär Heinrich von Freund folgte. Er vererbte es wohl seinem Enkel Nikolaus von Troilo, dessen Mutter eine geborene von Freund war.
Nach dem Ersten Schlesischen Krieg 1742 fiel Giersdorf mit dem größten Teil Schlesiens an Preußen. 1782 wurde die Kolonie Wilhelmsthal, westlich des Dorfes gelegen, gegründet.
Nach der Neuorganisation der Provinz Schlesien gehörte Giersdorf ab 1816 zum Landkreis Neisse, mit dem es bis 1945 verbunden blieb. 1835 wurde eine Schule eingerichtet. Vor 1842 war die Giersdorfer Kirche eine Filiale der Pfarrkirche in Bischofswalde. 1855 lebten 1356 Einwohner in Giersdorf. Für das Jahr 1864 sind eine Scholtisei, 36 Bauern-, 23 Gärtner- und 90 Häuslerstellen sowie zwei Brauereien und eine Brennerei belegt. 1874 wurde der Amtsbezirk Giersdorf gebildet, der aus den Landgemeinden Bischofswalde und Lentsch sowie den Gutsbezirken Großhof, Kleinhof, Kleinwalde und Lentsch bestand. 1885 wurden 1421 Einwohner gezählt., 1933 waren es 1189 Einwohner. Am 9. Mai 1933 wurde der Amtsbezirk Giersdorf aufgelöst und Giersdorf dem Amtsbezirk Bischofswalde eingegliedert. 1939 lebten 1282 Einwohner in Giersdorf.
Als Folge des Zweiten Weltkriegs fiel Giersdorf 1945 mit dem größten Teil Schlesiens an Polen. Nachfolgend wurde es zunächst in Gierałtowice und 1947 in Gierałcice umbenannt. Die einheimische deutsche Bevölkerung wurde, soweit sie nicht vorher geflohen war, weitgehend vertrieben. Die neu angesiedelten Bewohner waren teilweise Zwangsumgesiedelte aus Ostpolen, das an die Sowjetunion gefallen war.
1945–1950 gehörte Gierałcice zur Woiwodschaft Schlesien und danach zur Woiwodschaft Opole. Seit 1999 gehört es zum Powiat Nyski.

## Sehenswürdigkeiten
- Die römisch-katholische St.-Michaels-Kirche (Kościół św. Michała Archanioła) wurde 1302 erstmals erwähnt. 1615 entstand ein neuer Kirchenbau. Der heutige Bau wurde 1869–1871 errichtet. Umgeben ist die Kirche von einer steinernen Mauer aus dem 17. Jahrhundert.[7] Die Kirche steht seit 1966 unter Denkmalschutz.[8]
- Das Schloss Giersdorf wurde im 15. Jahrhundert als Jagdschloss erbaut. Im 19. Jahrhundert gehörte es den von Lindeiner-Wildau und kam im Erbweg an die Grafen Roedern. Ende des 19. Jahrhunderts wurde das Schloss erweitert. Nach 1945 wurde das Gebäude durch die PGR genutzt. Heute befinden sich im Schloss Mietwohnungen.[9] Der dreistöckige Bau steht seit 1965 unter Denkmalschutz.[7]
- Das ehemalige Gefallenendenkmal wurde vor der Kirche St. Michael aufgestellt. Die am unteren Sockel enthaltenen Inschriften wurden nach 1945 zerstört.[10]
- Steinerne Wegekapelle aus der zweiten Hälfte des 19. Jahrhunderts
- Wegekapelle mit Marienbildnis
- Wegekapelle mit Marienstatue

## Vereine
- Freiwillige Feuerwehr OSP Gierałcice